# Дисвинецродий
Дисвинецродий — бинарное неорганическое соединение
родия и свинца
с формулой RhPb2,
кристаллы.

## Получение
- Сплавление стехиометрических количеств чистых веществ:

{\displaystyle {\mathsf {Rh+2Pb\ {\xrightarrow {640^{o}C}}\ Pb_{2}Rh}}}

## Физические свойства
Дисвинецродий образует кристаллы
тетрагональной сингонии, пространственная группа I 4/mcm, параметры ячейки a = 0,674 нм, c = 0,5831 нм, Z = 4,
структура типа диалюминиймеди Al2Cu
.
Соединение образуется по перитектической реакции при температуре 640°C.